# Tarpieda Mińsk
Tarpieda Mińsk (biał. ФК «Тарпеда» Мінск) – białoruski klub piłkarski z siedzibą w Mińsku, grający w Pierszaja liha.

## Historia
Chronologia nazw:
- 1947—1998: Tarpieda Mińsk (biał. ФК «Тарпеда» (Мінск))
- 1998—2002: Tarpieda-MAZ Mińsk (biał. ФК «Тарпеда-МАЗ» (Мінск))
- 2003—2005: Tarpieda-SKA Mińsk (biał. ФК «Тарпеда-СКА» (Мінск))
- 2006: SDJuSzOR Tarpieda-MAZ Mińsk (biał. СДЮШОР «Тарпеда-МАЗ» (Мінск))
- 2007—2008: Tarpieda-MAZ Mińsk (biał. ФК «Тарпеда-МАЗ» (Мінск))
- 2009—...: Tarpieda Mińsk (biał. ФК «Тарпеда» (Мінск))

Drużyna piłkarska została założona w 1947 jako Tarpieda Mińsk. W latach 1947—1991 występował w Wyższej lidze Białoruskiej SRR, niejednokrotnie zdobywając różne tytuły.
W 1992 klub debiutował w pierwszych niepodległych mistrzostwach Białorusi w Wyszejszej lidze. W 1998 zmienił nazwę na Tarpieda-MAZ Mińsk, a w 2003 roku na Tarpieda-SKA Mińsk. W 2004 klub zajął 6 miejsce w Wyszejszej lidze, ale z powodów finansowych spadł do II ligi. W 2005 klub zdobył mistrzostwo II ligi, ale potem został rozformowany. W 2006 na bazie klubu została utworzona szkółka piłkarska (SDJuSzOR Tarpieda-MAZ Mińsk). W 2007 klub został odrodzony pod nazwą Tarpieda-MAZ Mińsk i startował w mistrzostwach amatorskich miasta Mińska. Od 2009 nazywa się Tarpieda Mińsk. W sierpniu 2019 z powodów finansowych klub wycofał się z rozgrywek.

## Osiągnięcia
- 4 miejsce w Wyszejszej lidze: 2002, 2003
- finalista Pucharu Białorusi: 1999/2000
- mistrz Białoruskiej SRR: 1947, 1962, 1966, 1967, 1969
- wicemistrz Białoruskiej SRR: 1950, 1963, 1968, 1983
- brązowy medalista Mistrzostw Białoruskiej SRR: 1972, 1976, 1990
- zdobywca Pucharu Białoruskiej SRR: 1947, 1962, 1968
- finalista Pucharu Białoruskiej SRR: 1949, 1950, 1967
- mistrz II ligi Białorusi: 2005
- zdobywca Pucharu Mińska: 2009